# Ewald Böcker
Ewald Böcker (* 11. Februar 1844; † 29. August 1901 in Bad Kösen) war ein deutscher Pädagoge und Schriftsteller.

## Leben
Ewald Böcker kam aus Solingen und studierte in Greifswald. Hier wurde er 1867 mit seiner Dissertation De quibusdam politicorum Aristoteliorum locis promoviert. Zwischen 1872 und 1876 war er Lehrer an der Höheren Töchterschule in Brandenburg an der Havel und von 1876 bis 1877 an der Höheren Töchterschule in Potsdam. Zur Feier des siebzigsten Geburtstages von Wilhelm Jordans am 8. Februar 1889 im Schauspielhaus in Frankfurt fungierte Böcker als Schriftführer des Festausschusses und verfasste das Vorspiel der Festvorstellung im Schauspielhause am 8. Februar 1889, Jordan-Feier in Frankfurt a.M. Böcker war Vorsitzender des Frankfurter Journalisten- und Schriftstellervereins.

## Werke (Auswahl)
- De quibusdam politicorum Aristoteliorum locis, 1867, Greifswald, Universität, Dissertation, 1867[3][7]
- Periander, Tragödie in drei Acten, eine Trilogie, J. Wiesike, Brandenburg an der Havel, 1874 OCLC 314411627
- Vorwort zu Penthesilea von Heinrich Kleist, Leipzig, 1876[8]
- Lalage, Lustspiel in drei Aufzügen, Diesterweg, Frankfurt am Main, 1879[9]
- Die Huldigung der Künste, dramatischer. Scherz in 1 Aufzug, Reclam, Leipzig, 1880 OCLC 630791399
- Burggraf Friedrich, Schauspiel in vier Aufzügen, nebst einem Nachwort und zwei Prologen, C. Koenitzer, Frankfurt am Main, 1881 OCLC 932548329 Das Werk wurde bei der Einweihung eines Denkmals in Marienberg uraufgeführt. Friedrich von Nürnberg ist die namensgebende Gestalt des Stücks. Sein Griff nach der Herrschaft der Mark Brandenburg thematisiert das Schauspiel.[10]
- Melitta, ein lyrisch-episches Gedicht, Jügel, Frankfurt am Main, 1884[11] OCLC 246928056
- Prinzessin Irmia, ein Märchenspiel in 5 Aufzügen nach dem Märchen von „König Drosselbart“, Horstmann, Frankfurt am Main, 1886 OCLC 613140300
- Der gestiefelte Kater,  Märchenspiel,  Deutsche Agentur dramatischer Autoren und Componisten, Leipzig, 1887 OCLC 248132653
- Vorspiel der Festvorstellung im Schauspielhause am 8. Februar 1889, Jordan-Feier in Frankfurt a.M., M. Fey, Frankfurt am Main, 1889 OCLC 180483856
- Die neue Durchlaucht, Schauspiel, Mahlau & Waldschmidt, Frankfurt am Main, 1892 OCLC 1068227170
- Vision, ein Vaterländisches Gedicht, Mahlau & Waldschmidt, Frankfurt am Main, 1892 OCLC 162987519
- Textbuch zu Mendelssohn's Antigone. Der verbindende Text, Dichtung von E. Böcker, vereinigt mit dem Text der Chöre und der melodramatischen Partien genau nach dem Wortlaut der von Mendelssohn zur Composition benutzten älteren Donner'schen Übersetzung des Sophokles,  Breitkopf & Härtel, Leipzig, 1893 OCLC 179719214
- Waldasyl. Annelie, Novellen, Hermann Hilger, Berlin, Eisenach, Leipzig, 1901 OCLC 72428059

## Rezeption
- Am 24. September 1874 bespricht Rudolf Gottschall in den Blättern für literarische Unterhaltung in der Rubrik Neue Dramen.[12] Emil Wichert bespricht in Die Gegenwart vom 27. März 1875 ausführlich die Trilogie Periander.[13] Appleton’s annual Cyclopædia and Register of important Events of the Year 1875 erwähnt das Werk ebenso wohlwollend: The dramatic seed has shot up wonderfully. A writer hitherto unknown to fame, Ewald Böcker has published a classical Trilogy, Periander, ... [Der dramatische Samen schoss wundervoll auf. Ein nahezu unbekannter Schriftsteller zum Ruhm, Ewald Böcker veröffentlichte die klassische Trilogie Periander, ...].[14]